# Cartas de Catón
Cartas de Catón (Cato's Letters) fueron ensayos de los escritores británicos John Trenchard y Thomas Gordon, publicados desde 1720 hasta 1723 bajo el seudónimo de Catón (95-46 AC), el enemigo implacable de Julio César y un famoso y tenaz defensor de los principios republicanos. Las Cartas son consideradas una obra fundamental en la tradición de los Commonwealth men (grupo de reformistas protestantes y republicanos británicos). Los 144 ensayos fueron publicados originalmente en el London Journal, después en el British Journal. Estos ensayos periodísticos condenaron la tiranía y promocionaron los principios de libertad de conciencia y libertad de expresión, fueron el principal vehículo para la difusión de los conceptos que habían sido desarrollados por John Locke.
Las Cartas fueron recogidas e impresas como Ensayos sobre la libertad, civil y religiosa. Una medida de su influencia está atestiguada por seis ediciones impresas en 1755. Una generación más tarde sus argumentos influyeron enormemente en los ideales de la Revolución Americana, se estima que la mitad de las bibliotecas privadas en las colonias americanas contenía volúmenes encuadernados de las Cartas Cato en sus estantes.
"Cato" se consignó más tarde como un seudónimo en una serie de cartas al New York Journal entre 1787 y 1788 oponiéndose a los puntos de vista de James Madison, e instando en contra de la ratificación de la Constitución de Estados Unidos. Muchos historiadores atribuyen estas cartas a George Clinton, aunque su autoría no ha sido definitivamente demostrada. Estas cartas no tienen relación con las cartas de Trenchard y Gordon.
El Instituto Cato, de Washington D. C., un instituto fundado por Edward H. Crane en 1977, toma su nombre de las Cartas de Catón.